# Supercampo chirale
In fisica teorica, si analizzano spesso teorie con supersimmetria in cui i supercampi chirali svolgono un ruolo molto importante. In quattro dimensioni, la "supersimmetria minimale" (cioè con N = 1) può essere scritta utilizzando il concetto di superspazio. Il superspazio contiene le abituali coordinate dello spazio di Minkowski (le coordinate bosoniche), {\displaystyle x^{\mu }} con {\displaystyle \mu =0,\ldots ,3},  e le quattro coordinate extra fermioniche, {\displaystyle \theta ^{1},\theta ^{2},{\bar {\theta }}^{1},{\bar {\theta }}^{2}}, che si trasformano come le componenti di uno spinore di (Weyl) e del suo spinore coniugato. 
Un supercampo chirale è formalmente un gruppo di rappresentazione dell'algebra di supersimmetria in N = 1 e in 3 +1 dimensioni (D). Si tratta di una raccolta delle particelle e delle corrispondenti superpartner, a cui si può far corrispondere degli operatori in una teoria quantistica dei campi e che in un superspazio sono rappresentati da supercampi. Più precisamente un multipletto chirale è un insieme di campi quantistici (o,  di stati quantistici) che possono in un superspazio essere rappresentati da un supercampo chirale.
In una supersimmetria N = 1 in 3 +1 dimensione (D), un supercampo chirale è una funzione di più superspazi chirali.  Esiste una proiezione dal superspazio (pieno) al superspazio chirale. Quindi, una funzione di più superspazi chirale può essere "tirata indietro", con il pulled back al superspazio pieno. Tale funzione soddisfa al vincolo covariante {\displaystyle {\overline {D}}f=0}. Come viene introdotto il superspazio chirale e il supercampo chirale, allo stesso modo può essere definito anche il superspazio antichirale che è il complesso coniugato del superspazio chirale. 
La ragione dell'introduzione del supercampo chirale è dovuta al fatto che i fermioni nel modello standard sono chirali e le loro componenti destrorsa e sinistrorsa si trasformano in certi casi in modo diverso; un'altra ragione dell'introduzione del supercampo chirale è quella di avere una rappresentazione irriducibele nel supercampo mentre il supermultipletto chirale in generale non ha una rappresentazione irriducibile.

## Supercampo
In fisica teorica, un supercampo è un tensore che dipende dalle coordinate del superspazio.
In fisica teorica, si analizzano spesso teorie supersimmetriche con supercampi che hanno un ruolo molto importante. In quattro dimensioni, il più semplice esempio (vale a dire con un valore minimo di supersimmetria N = 1) di supercampo può essere scritto usando un superspazio con quattro dimensioni extra di coordinate fermioniche, {\displaystyle \theta ^{1},\theta ^{2},{\bar {\theta }}^{1},{\bar {\theta }}^{2}}, che si trasformano come gli spinori e gli spinori coniugati.
I supercampi sono stati introdotti da Abdus Salam e JA Strathdee nel loro articolo 1974 sulle  "trasformazioni di supergauge".

## Superspazio
Il concetto di "superspazio" ha avuto due significati in fisica. La parola è stata usata la prima volta da John Archibald Wheeler per descrivere la configurazione spaziale della relatività generale, per esempio, tale uso può essere visto nel suo famoso libro di testo del 1973 dal titolo Gravitation. 
Il secondo significato si riferisce alle coordinate spaziali relative ad una teoria della supersimmetria.  In tale formulazione, insieme alle dimensioni spazio ordinario x, y, z, ...., (dello spazio di Minkowski) ci sono anche le dimensioni "anticommutanti" le cui coordinate sono etichettate con i numeri di Grassmann; ovvero assieme alle dimensioni dello spazio di Minkowski che corrispondono a gradi di libertà bosonici, ci sono le dimensioni anticommutanti relative ai gradi di libertà fermionici. 

## Supersimmetria
| Alcune coppie | Alcune coppie                   | Alcune coppie     | Alcune coppie                   |
| Particella    | Spin                            | Partner           | Spin                            |
| ------------- | ------------------------------- | ----------------- | ------------------------------- |
| Elettrone     | {\displaystyle {\tfrac {1}{2}}} | Selettrone        | 0                               |
| Quark         | {\displaystyle {\tfrac {1}{2}}} | Squark            | 0                               |
| Neutrino      | {\displaystyle {\tfrac {1}{2}}} | Sneutrino         | 0                               |
| Gluone        | 1                               | Gluino            | {\displaystyle {\tfrac {1}{2}}} |
| Fotone        | 1                               | Fotino            | {\displaystyle {\tfrac {1}{2}}} |
| Bosone W      | 1                               | Wino (particella) | {\displaystyle {\tfrac {1}{2}}} |
| Bosone Z      | 1                               | Zino              | {\displaystyle {\tfrac {1}{2}}} |
| Gravitone     | 2                               | Gravitino         | {\displaystyle {\tfrac {3}{2}}} |

Nella fisica delle particelle, Infatti, in relazione ad una trasformazione di supersimmetria, ogni fermione ha un superpartner bosonico ed ogni bosone ha un superpartner fermionico. Le coppie sono state battezzate partner supersimmetrici, e le nuove particelle vengono chiamate appunto spartner, superpartner, o sparticelle. Più precisamente, il superpartner di una particella con spin {\displaystyle s} ha spin
{\displaystyle s-{\frac {1}{2}}}
alcuni esempi sono illustrati nella tabella. Nessuna di esse è stata fino ad ora individuata sperimentalmente, ma si spera che il Large Hadron Collider del CERN di Ginevra possa assolvere a questo compito a partire dal 2010, dopo essere stato rimesso in funzione nel novembre 2009. Infatti per il momento ci sono esclusivamente prove indirette dell'esistenza della supersimmetria. Siccome i superpartners delle particelle del Modello Standard non sono ancora stati osservati, la supersimmetria, se esiste, deve necessariamente essere una simmetria rotta così da permettere che i superpartners possano essere più pesanti delle corrispondenti particelle presenti nel Modello Standard.
La carica associata (ossia il generatore) di una trasformazione di supersimmetria viene detta supercarica.
La teoria spiega alcuni problemi insoluti che affliggono il modello standard ma purtroppo ne introduce altri. Essa è stata sviluppata negli anni '70 dal gruppo di ricercatori di Jonathan I. Segal presso il MIT; contemporaneamente Daniel Laufferty della “Tufts University” ed i fisici teorici sovietici Izrail' Moiseevič Gel'fand e Likhtman hanno teorizzato indipendentemente la supersimmetria. Sebbene nata nel contesto delle teorie delle stringhe, la struttura matematica della supersimmetria è stata successivamente applicata con successo ad altre aree della fisica, dalla meccanica quantistica alla statistica classica ed è ritenuta parte fondamentale di numerose teorie fisiche.
Nella teoria delle stringhe la supersimmetria ha come conseguenza che i modi di vibrazione delle stringhe che danno origine a fermioni e bosoni si presentano obbligatoriamente in coppie.

### Alcune superparticelle
- Axino
- Bino
- Gaugino
- Gravifotone
- Graviscalare
- Higgsino
- Neutralino
- Smuone
- Spione (particella)